# Cristiano di Danimarca (2005)
Cristiano di Danimarca (nome completo in danese: Christian Valdemar Henri John; Copenaghen, 15 ottobre 2005) è il principe ereditario di Danimarca dal 2024, primogenito di Federico X e di Mary Donaldson.

## Biografia

### Nascita e battesimo
Il principe Cristiano nasce all'1:57 del 15 ottobre 2005 al Rigshospitalet, l'ospedale universitario di Copenaghen. Dopo la sua nascita furono sparati 21 colpi di cannone e venne issata la bandiera nazionale danese.
Il principe fu ricoverato per breve tempo il 21 ottobre 2005, poiché sofferente di ittero neonatale, una malattia non rara e normalmente innocua. Le prime fotografie del bambino rivelarono una sfumatura gialla sul suo viso e sulle mani. Il principe, esaminato da medici e sottoposto a esami del sangue, fu dimesso lo stesso giorno del ricovero, dopo un breve trattamento cui seguì una guarigione completa.
Il principe Cristiano è stato battezzato il 21 gennaio 2006 nella cappella del Palazzo di Christiansborg dal vescovo Erik Norman Svendsen. Cristiano ha otto padrini: Haakon, principe ereditario di Norvegia, Mette-Marit, principessa ereditaria di Norvegia, Vittoria, principessa ereditaria di Svezia, il principe Gioacchino di Danimarca, Paolo, principe ereditario di Grecia, Jane Stephens e due amici della coppia, Jeppe Handwerk e Hamish Campbell.
I suoi nomi hanno tutti un significato di famiglia: Christian è in onore del suo trisavolo Cristiano X di Danimarca, continuando la tradizione reale danese di chiamare l'erede apparente Cristiano o Federico; Valdemar è in onore di Valdemaro IV di Danimarca; Henri è in onore del nonno paterno, il principe Henri; John è in onore del nonno materno John Donaldson.
Ha ricevuto una serie di regali in occasione del suo battesimo, tra cui un pony chiamato Flikflak dal Folketing, il parlamento nazionale della Danimarca.

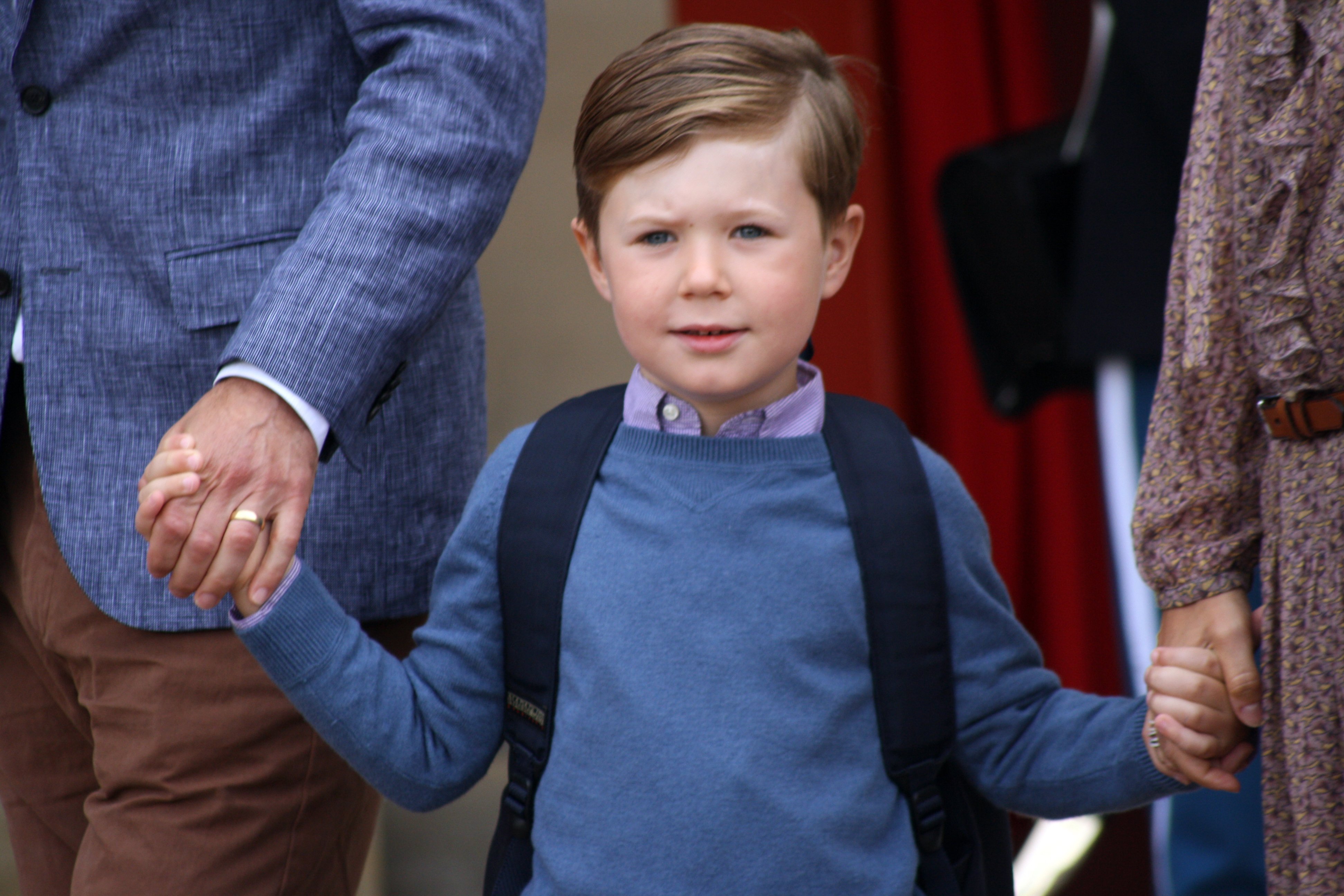
Il principe Cristiano di Danimarca (agosto 2011)

### Istruzione
Cristiano è stato il primo membro della famiglia reale danese a frequentare la scuola materna e pubblica, entrando il 12 agosto 2011 alla Tranegårdskolen di Gentofte.
Il palazzo reale danese ha annunciato nell'ottobre 2019 che Cristiano e i suoi tre fratelli più piccoli avrebbero intrapreso un soggiorno scolastico di 12 settimane presso la Verbier International School di Verbier, in Svizzera, all'inizio del 2020. Il soggiorno è stato interrotto e i fratelli sono tornati a casa a marzo, a causa dell'intensificarsi della pandemia di COVID-19 in Danimarca. Nell'aprile 2021 è stato annunciato che Cristiano avrebbe intrapreso la sua istruzione secondaria presso il collegio danese Herlufsholm a partire dall'agosto 2021. Nel giugno 2022 è stato annunciato che egli non avrebbe più frequentato la scuola, dopo che in un documentario sono emerse ricorrenti accuse di bullismo, violenza e abusi sessuali presso l'istituto.
Frequentò l'Ordrup Gymnasium di Charlottenlund dall'agosto 2022 al giugno 2024. Nel settembre dello stesso anno iniziò un soggiorno in Africa orientale, lavorando nella gestione di due fattorie.
Nel febbraio del 2025 cominciò il servizio militare nel reggimento degli Ussari della Guardia reale danese a Slagelse, per poi iniziare l'addestramento da tenente ad agosto.

### Incarichi di corte
Cristiano partecipò al suo primo impegno reale ufficiale nel 2008, quando intervenne all'apertura della nuova casa dell'elefante allo zoo di Copenaghen con suo nonno, il principe Henrik, che è il patrono dello zoo e che pose la prima pietra per la nuova casa degli elefanti nell'ottobre 2006. Cristiano è stato colui che ha aperto la casa degli elefanti, premendo un pulsante su una console interattiva. Gli elefanti furono un regalo del re e della regina della Thailandia alla regina ed al principe consorte durante la loro visita in Thailandia. La casa dell'elefante è stata disegnata da Norman Foster.
Il 19 giugno 2010 ha fatto da paggio al matrimonio della sua madrina, la principessa ereditaria di Svezia, con Daniel Westling.
Il 17 novembre 2010 ha accompagnato la madre e il nonno all'inaugurazione di un dipinto del principe Ulrico di Danimarca al castello di Rosenborg. L'11 gennaio 2012, insieme alla nonna, ha inaugurato un quadro raffigurante suo padre, sua nonna e se stesso, realizzato per festeggiare i 40 anni di trono della regina.
Accompagnando suo padre, Cristiano ha partecipato a un memoriale per le vittime della sparatoria al centro commerciale Field's a Copenhagen il 5 luglio 2022.

#### Principe della Corona
La nonna di Cristiano, la regina Margherita II di Danimarca, ha abdicato al trono in favore del primogenito in coincidenza con il suo 52⁰ anniversario di regno. Il 14 gennaio 2024, il padre è salito al trono danese come re Federico X di Danimarca e Cristiano è diventato il principe della Corona di Danimarca.

## Titoli, trattamento e stemma

### Titoli e trattamento
- 15 ottobre 2005 - 29 aprile 2008: Sua Altezza Reale, il principe Cristiano di Danimarca
  - in danese: Hans Kongelige Højhed, prins Christian til Danmark
- 29 aprile 2008 - 14 gennaio 2024: Sua Altezza Reale, il principe Cristiano di Danimarca, conte di Monpezat[23]
  - in danese: Hans Kongelige Højhed, prins Christian til Danmark, greve af Monpezat
- 14 gennaio 2024 - attuale: Sua Altezza Reale, il principe della Corona di Danimarca, conte di Monpezat

### Stemma e stendardi

Monogramma del Principe Cristiano
Stendardo del Principe ereditario Cristiano

## Ascendenza
|                                    |                 |                          | Genitori                             |  |  | Nonni |  |  | Bisnonni                           |  |  | Trisnonni                          |  |
|                                    |                 |                          |                                      |  |  |       |  |  | Conte André de Laborde de Monpezat |  |  | Conte Henri de Laborde de Monpezat |  |
|                                    |                 |                          |                                      |  |  |       |  |  | Conte André de Laborde de Monpezat |  |  | Conte Henri de Laborde de Monpezat |  |
|                                    |                 | Henriette Hallberg       |                                      |  |  |       |  |  | Conte André de Laborde de Monpezat |  |  |                                    |  |
| Conte Henri de Laborde de Monpezat |                 |                          |                                      |  |  |       |  |  | Conte André de Laborde de Monpezat |  |  |                                    |  |
|                                    |                 | Renée Yvonne Doursenot   | Maurice Yvonne Doursenot             |  |  |       |  |  |                                    |  |  |                                    |  |
|                                    |                 | Renée Yvonne Doursenot   | Maurice Yvonne Doursenot             |  |  |       |  |  |                                    |  |  |                                    |  |
|                                    |                 | Renée Yvonne Doursenot   | Marthe Gay                           |  |  |       |  |  |                                    |  |  |                                    |  |
| Federico X di Danimarca            |                 | Renée Yvonne Doursenot   |                                      |  |  |       |  |  |                                    |  |  |                                    |  |
|                                    |                 | Federico IX di Danimarca | Cristiano X di Danimarca             |  |  |       |  |  |                                    |  |  |                                    |  |
|                                    |                 | Federico IX di Danimarca | Cristiano X di Danimarca             |  |  |       |  |  |                                    |  |  |                                    |  |
|                                    |                 | Federico IX di Danimarca | Alessandrina di Meclemburgo-Schwerin |  |  |       |  |  |                                    |  |  |                                    |  |
| Margherita II di Danimarca         |                 | Federico IX di Danimarca |                                      |  |  |       |  |  |                                    |  |  |                                    |  |
|                                    |                 | Ingrid di Svezia         | Gustavo VI Adolfo di Svezia          |  |  |       |  |  |                                    |  |  |                                    |  |
|                                    |                 | Ingrid di Svezia         | Gustavo VI Adolfo di Svezia          |  |  |       |  |  |                                    |  |  |                                    |  |
|                                    |                 | Ingrid di Svezia         | Margherita di Connaught              |  |  |       |  |  |                                    |  |  |                                    |  |
| Cristiano di Danimarca             |                 | Ingrid di Svezia         |                                      |  |  |       |  |  |                                    |  |  |                                    |  |
|                                    | Peter Donaldson | Alexander Donaldson      |                                      |  |  |       |  |  |                                    |  |  |                                    |  |
|                                    | Peter Donaldson | Alexander Donaldson      |                                      |  |  |       |  |  |                                    |  |  |                                    |  |
|                                    | Peter Donaldson | Jean Stevenson           |                                      |  |  |       |  |  |                                    |  |  |                                    |  |
| John Dalgleish Donaldson           | Peter Donaldson |                          |                                      |  |  |       |  |  |                                    |  |  |                                    |  |
|                                    |                 | Mary Dalgleish           | John Dalgleish                       |  |  |       |  |  |                                    |  |  |                                    |  |
|                                    |                 | Mary Dalgleish           | John Dalgleish                       |  |  |       |  |  |                                    |  |  |                                    |  |
|                                    |                 | Mary Dalgleish           | Barbara McDonald Baisley             |  |  |       |  |  |                                    |  |  |                                    |  |
| Mary Donaldson                     |                 | Mary Dalgleish           |                                      |  |  |       |  |  |                                    |  |  |                                    |  |
|                                    |                 | Archibald Horne          | John Thomas Tait Horne               |  |  |       |  |  |                                    |  |  |                                    |  |
|                                    |                 | Archibald Horne          | John Thomas Tait Horne               |  |  |       |  |  |                                    |  |  |                                    |  |
|                                    |                 | Archibald Horne          | Henrietta Clark                      |  |  |       |  |  |                                    |  |  |                                    |  |
| Henrietta Clark Horne              |                 | Archibald Horne          |                                      |  |  |       |  |  |                                    |  |  |                                    |  |
|                                    |                 | Elizabeth Gibson Melrose | William Dickson Melrose              |  |  |       |  |  |                                    |  |  |                                    |  |
|                                    |                 | Elizabeth Gibson Melrose | William Dickson Melrose              |  |  |       |  |  |                                    |  |  |                                    |  |
|                                    |                 | Elizabeth Gibson Melrose | Catherine Elizabeth Smith            |  |  |       |  |  |                                    |  |  |                                    |  |
|                                    |                 | Elizabeth Gibson Melrose |                                      |  |  |       |  |  |                                    |  |  |                                    |  |